# Ендрю Нолл
Ендрю Нолл (1951 , Вест-Редінг, Пенсільванія ) — американський палеобіолог, дослідник ранньої еволюції життя та екологічної історії Землі, і особливо їх взаємозв'язку. Доктор філософії (1977). 
Професор Гарвардського університету, де працює з 1982 року.

## Біографія
Закінчив університет Ліха (бакалавр геології, 1973). 
В 1977 здобув ступінь доктора філософії з геології у Гарвардському університеті: займався в Elso Sterrenberg Barghoorn. 
Після п'яти років роботи в Оберлінському коледжі, в 1982 повернувся до Гарварду, поступивши асоційованим професором біології. 
На початок 2020-х тамо ж професор (Fisher Professor of Natural History та Professor of Earth and Planetary Sciences) та куратор палеоботанічних колекцій у Harvard University Herbaria
Докембрійський палеобіолог за освітою, Е. Нолл також є геологом та геохіміком, займається головним чином протерозойським еоном. 
Очолював підкомісію Міжнародної комісії зі стратиграфії, яка затвердила останній геологічний період неопротерозою едіакарій. 
Учасник місії НАСА Mars Exploration Rover
.
Був головним науковим радником документального фільму «Мандрівка часу» (2016)

В еволюційній біології основоположник терміна мегатраєкторія.

## Нагороди та визнання
- 1986: стипендія Гуггенгайма[8]
- 1987: премія Чарлза Шухерта[en] Палеонтологічного товариства
- 1987: медаль Чарльза Дуліттла Валькота[en] НАН США
- 1987: член Американської академії мистецтв та наук
- 1991: член Національної академії наук США[9]
- 1996: почесний доктор Упсальського університету
- 1997: член Американського філософського товариства
- 1998: почесний доктор Лехайського університету
- 2003: Phi Beta Kappa Award in Science[en] - за книгу "Life on a Young Planet"
- 2005: Raymond C. Moore Medal[en], Товариство осадової геології
- 2005: медаль Палеонтологічного товариства[en]
- 2007: медаль Волластона , вища відзнака Геологічного товариства Лондона
- 2012: медаль Мері Кларк Томпсон[en], НАН США
- 2013: іноземний член Національної академії наук Індії[en]
- 2014: медаль Опаріна[en], ISSOL[6]
- 2014: почесний доктор університету Чикаго
- 2014: почесний доктор Університету Південної Данії
- 2015: іноземний член Лондонського королівського товариства (2015)[10].
- 2017: почесний доктор Американського музею природної історії
- 2018: премія Свена Берґгрена, Королівське фізіографічне товариство, Швеція
- 2018: премія Відділу геобіології та геомікробіології Геологічного товариства Америки
- 2018: міжнародна премія з біології
- 2022: премія Крафорда[11]
- Член Американської академії мікробіології.
- Почесний фелло Європейського Союзу наук про Землю.

## Книги
- 2004 - "Life on a Young Planet: The First Three Billion Years of Evolution on Earth".  Princeton University Press, Princeton NJ, 277pp.,  ISBN 0-691-12029-3
- 2007 - "The Evolution of Primary Producers in the Sea". Falkowski, P. and A.H. Knoll, Eds. Elsevier, Burlington MA, 441 pp., ISBN 978-0123705181
- 2012 - "Fundamentals of Geobiology". Knoll, A.H., D.E. Canfield and K. Konhauser, Eds. Wiley-Blackwell, Chichester UK, 443 pp., ISBN 978-140-5187527
- 2013 - "Biology: How Life Works". Morris, J., D. Hartl, A.H. Knoll, R. Lue, and others. Macmillan. 2nd Edition 2016: ISBN 978-1319067793; 4th Edition 2022.
- 2021 - "A Brief History of Earth: Four Billion Years in Eight Chapters".  Knoll, A.H. Custom House, New York NY, 272 pp., ISBN 978-0062853912

## Доробок
- Wordsworth, R., A.H. Knoll, J. Hurowitz, M. Baum, B. Ehlmann, J. Head III, and K. Steakley (2021) An integrated scenario for the climate and redox evolution of Mars. Nature Geoscience 14(3): doi.org/10.1038/s41561-021-00701-8.
- Laakso, T.A., E.A Sperling, D.T. Johnston, and A.H. Knoll (2020) Ediacaran reorganization of the marine phosphorus cycle. Proceedings of the National Academy of Sciences 117: 11961–11967.
- Gilbert, P.U.P.A., S.M. Porter, C.-Y. Sun, S. Xiao, B.M. Gibson, N. Shenkar, and A.H. Knoll (2019)Biomineralization by particle attachment in early animals. Proceedings of the National Academy of Sciences, USA 116: 17659-17665.
- Muscente, A.D., A. Prabhub, H. Zhong, A. Eleish, M. Meyer, P. Fox, R. Hazen, and A.H. Knoll (2018) Quantifying ecological impacts of mass extinctions with network analysis of fossil communities. Proceedings of the National Academy of Sciences, USA 115: 5217–5222.
- Knoll, A.H. and M.A. Nowak (2017) The timetable of evolution. Science Advances 3, DOI: e1603076.
- Knoll, A.H., K. Bergmann, and J.V. Strauss (2016) Life: The first two billion years. Philosophical Transactions of the Royal Society, B 371: 20150493, doi.10.1098/rstb.2015.0493.
- Knoll, A.H. and M.J. Follows (2016) A bottom-up perspective on ecosystem change in Mesozoic oceans. Proceedings B, Royal Society, 20161755, DOI: 10.1098/rspb.2016.1755.
- Sperling, E.A., A.H. Knoll and P.R. Girguis (2015) The ecological physiology of Earth's second oxygen revolution. Annual Review of Ecology, Evolution and Systematics 46: 215–235.
- Knoll, A.H. (2014) Paleobiological perspectives on early eukaryotic evolution.  Cold Spring Harbor Perspectives in Biology, doi: 10.1101/cshperspect.a016121.
- Sperling, E.A., C.A. Frieder, P.R. Girguis, A.V. Raman,  L.A. Levin, and A.H. Knoll (2013) Oxygen, ecology, and the Cambrian radiation of animals.  Proceedings of the National Academy of Sciences, USA 110: 13446–13451.
- Bosak, T., A.H. Knoll, and A.P. Petroff (2013) The meaning of stromatolites.  Annual Review of Earth and Planetary Sciences 41: 21–44.
- Knoll, A.H. (2013) Systems paleobiology.  Geological Society of America Bulletin 125: 3-13.
- Cohen, P.A. and A.H. Knoll (2012)  Neoproterozoic scale microfossils from the Fifteen Mile Group, Yukon Territory.  Journal of Paleontology 86: 775–800.
- Parfrey, L., D. Lahr, A.H. Knoll, and L.A. Katz (2011) Estimating the timing of early eukaryotic diversification with multigene molecular clocks. Proceedings of the National Academy of Sciences, USA 108: 13624–13629.
- Knoll, A.H. and W.W. Fischer (2011) Skeletons and ocean chemistry: the long view.  In: J.P. Gattuso and L. Hansson, eds., Ocean Acidification. Oxford University Press, pp. 67–82.
- Knoll, A.H. (2011) The multiple origins of complex multicellularity. Annual Review of Earth and Planetary Sciences 39: 217–239.
- Pruss, S., S. Finnegan, W.W. Fischer, and A.H. Knoll (2010) Carbonates in skeleton-poor seas: New insights from Cambrian and Ordovician strata of Laurentia. Palaios 25: 73–84.
- Tosca, N.J. and A.H. Knoll (2009) Juvenile chemical sediments and the long term persistence of water at the surface of Mars. Earth and Planetary Science Letters 286: 379–386.
- Tosca, N.J., Knoll, A.H., McLennan, S.M. (2008) Water activity and the challenge for life on early Mars. Science 320: 1204–1207.
- Wilson, J.P, Knoll, A.H., Holbrook, N.M, and Marshall, C.R. (2008) Modeling fluid flow in Medullosa, an anatomically unusual Paleozoic seed plant. Paleobiology 34: 472–493.
- Knoll, A.H., Bambach, R.K, Payne, J., Pruss, S., and Fischer, W. (2007) A paleophysiological perspective on the end-Permian mass extinction and its aftermath. Earth and Planetary Science Letters 256: 295–313.
- Tomitani, A., Knoll, A.H., Cavanaugh, C.M., and Ohno, T. (2006) The evolutionary diversification of cyanobacteria: molecular phylogenetic and paleontological perspectives. Proceedings of the National Academy of Sciences, USA 103:5442-5447.
- Knoll, A.H., Javaux, E.J., Hewitt, D., and Cohen, P. (2006) Eukaryotic organisms in Proterozoic oceans. Philosophical Transactions of the Royal Society of London 361B: 1023–1028.
- Squyres, S., and Knoll, A.H. (2005) Outcrop geology at Meridiani Planum: Introduction. Earth and Planetary Science Letters 240: 1-10.
- Knoll, A.H., Walter, M.R., Narbonne, G.M., and Christie-Blick, N. (2004) A New Period for the Geologic Time Scale. Science 305: 621.
- Anbar, A.D. and Knoll, A.H. (2002) Proterozoic ocean chemistry and evolution: a bioinorganic bridge? Science 297: 1137–1142.
- Knoll, A.H. and S.B. Carroll (1999) The early evolution of animals: Emerging views from comparative biology and geology. Science 284: 2129–2137.